# Місячний міст
Місячний міст — сильно вигнутий у вигляді півмісяця пішохідний місток, типовий для садів Китаю й Японії. Дуже функціональний, оскільки займає мало місця і не заважає руху по водоймі невеликих суден. Оснащений сходами та перилами.
Класичний приклад — Міст Нефритового Пояса («Юйдайцяо») біля західного берега Куньмінського озера в Літньому палаці імператора Цяньлуна. Цей кам'яний міст, споруджений в 1751—1764, влаштований таким чином, щоб пропускати під собою імператорський човен.
Поширення моди на китайські містки в садовій архітектурі Європи пов'язане з повальним захопленням шинуазрі в XVIII ст. Приклад — мости Китайського села в Царському селі.